# Chartres
Chartres là tỉnh lỵ của tỉnh Eure-et-Loir, thuộc vùng hành chính Centre-Val de Loire của nước Pháp, có dân số là 40.361 người (thời điểm 1999).

## Khí hậu
| Dữ liệu khí hậu của Chartres (1981–2010)  | Dữ liệu khí hậu của Chartres (1981–2010) | Dữ liệu khí hậu của Chartres (1981–2010) | Dữ liệu khí hậu của Chartres (1981–2010) | Dữ liệu khí hậu của Chartres (1981–2010) | Dữ liệu khí hậu của Chartres (1981–2010) | Dữ liệu khí hậu của Chartres (1981–2010) | Dữ liệu khí hậu của Chartres (1981–2010) | Dữ liệu khí hậu của Chartres (1981–2010) | Dữ liệu khí hậu của Chartres (1981–2010) | Dữ liệu khí hậu của Chartres (1981–2010) | Dữ liệu khí hậu của Chartres (1981–2010) | Dữ liệu khí hậu của Chartres (1981–2010) | Dữ liệu khí hậu của Chartres (1981–2010) |
| Tháng                                     | 1                                        | 2                                        | 3                                        | 4                                        | 5                                        | 6                                        | 7                                        | 8                                        | 9                                        | 10                                       | 11                                       | 12                                       | Năm                                      |
| ----------------------------------------- | ---------------------------------------- | ---------------------------------------- | ---------------------------------------- | ---------------------------------------- | ---------------------------------------- | ---------------------------------------- | ---------------------------------------- | ---------------------------------------- | ---------------------------------------- | ---------------------------------------- | ---------------------------------------- | ---------------------------------------- | ---------------------------------------- |
| Cao kỉ lục °C (°F)                        | 16.1 (61.0)                              | 18.5 (65.3)                              | 23.7 (74.7)                              | 28.2 (82.8)                              | 31.4 (88.5)                              | 36.3 (97.3)                              | 40.1 (104.2)                             | 39.6 (103.3)                             | 33.7 (92.7)                              | 29.4 (84.9)                              | 20.9 (69.6)                              | 17.0 (62.6)                              | 40.1 (104.2)                             |
| Trung bình ngày tối đa °C (°F)            | 6.4 (43.5)                               | 7.6 (45.7)                               | 11.5 (52.7)                              | 14.7 (58.5)                              | 18.4 (65.1)                              | 21.8 (71.2)                              | 24.6 (76.3)                              | 24.6 (76.3)                              | 20.9 (69.6)                              | 15.9 (60.6)                              | 10.2 (50.4)                              | 6.7 (44.1)                               | 15.3 (59.5)                              |
| Tối thiểu trung bình ngày °C (°F)         | 1.2 (34.2)                               | 1.0 (33.8)                               | 3.2 (37.8)                               | 4.8 (40.6)                               | 8.3 (46.9)                               | 11.2 (52.2)                              | 13.2 (55.8)                              | 13.1 (55.6)                              | 10.4 (50.7)                              | 7.8 (46.0)                               | 4.1 (39.4)                               | 1.8 (35.2)                               | 6.7 (44.1)                               |
| Thấp kỉ lục °C (°F)                       | −18.4 (−1.1)                             | −15.0 (5.0)                              | −11.0 (12.2)                             | −4.9 (23.2)                              | −1.0 (30.2)                              | 1.4 (34.5)                               | 0.9 (33.6)                               | 3.0 (37.4)                               | 0.5 (32.9)                               | −5.4 (22.3)                              | −11.3 (11.7)                             | −14.2 (6.4)                              | −18.4 (−1.1)                             |
| Lượng Giáng thủy trung bình mm (inches)   | 49.2 (1.94)                              | 40.2 (1.58)                              | 44.4 (1.75)                              | 45.0 (1.77)                              | 54.7 (2.15)                              | 48.2 (1.90)                              | 56.5 (2.22)                              | 43.0 (1.69)                              | 46.9 (1.85)                              | 62.3 (2.45)                              | 52.2 (2.06)                              | 56.3 (2.22)                              | 598.9 (23.58)                            |
| Số ngày giáng thủy trung bình             | 10.4                                     | 9.1                                      | 9.7                                      | 9.0                                      | 9.9                                      | 8.0                                      | 7.7                                      | 6.5                                      | 7.7                                      | 10.0                                     | 10.4                                     | 10.8                                     | 109.1                                    |
| Độ ẩm tương đối trung bình (%)            | 89                                       | 85                                       | 80                                       | 75                                       | 77                                       | 76                                       | 74                                       | 75                                       | 79                                       | 86                                       | 89                                       | 90                                       | 81.3                                     |
| Số giờ nắng trung bình tháng              | 65.7                                     | 83.7                                     | 135.8                                    | 176.1                                    | 202.9                                    | 222.6                                    | 224.5                                    | 219.6                                    | 177.8                                    | 119.2                                    | 71.9                                     | 58.2                                     | 1.758                                    |
| Nguồn 1: Météo France                     |                                          |                                          |                                          |                                          |                                          |                                          |                                          |                                          |                                          |                                          |                                          |                                          |                                          |
| Nguồn 2: Infoclimat.fr (độ ẩm, 1961–1990) |                                          |                                          |                                          |                                          |                                          |                                          |                                          |                                          |                                          |                                          |                                          |                                          |                                          |

## Nhân khẩu học
| 1962   | 1968   | 1975   | 1982   | 1990   | 1999   |
| ------ | ------ | ------ | ------ | ------ | ------ |
| 31 495 | 34 469 | 38 928 | 37 119 | 39 595 | 40 361 |

## Các thành phố kết nghĩa
- Speyer, Rheinland-Pfalz, Đức

## Những người con của thành phố
- Claude Chauveau-Lagarde, nhà bào chữa
- Jerôme Pétion de Villeneuve
- François Desgraviers Marceau (1769 - 1796)
- Pierre Nicole
- Jacques Pierre Brissot (1754-1793)
- Fulcher của Chartres (1059 - 1127)